# Райдинг, Ивонн
Ивонн Агнета Райдинг (англ. Yvonne Agneta Ryding; род. 14 декабря 1962, Torshälla parish, Сёдерманланд) ― шведская модель и фотомодель, танцовщица

, телеведущая и королева красоты, которая получила корону «Мисс Вселенная 1984» 9 июля 1984 года. Она третья шведка в истории, завоевавшая этот титул.

## Юность
Она родилась в семье Агнеты и Стэна Райдинга. До того, как Ивонн стала Мисс Швецией и выиграла конкурс «Мисс Вселенная», она была обладательницей титула National Lucia Bride, бывшей футболисткой полузащиты и медсестрой.

## После конкурса
После года, проведённого в качестве Мисс Вселенная, Райдинг работала в индустрии моды, а также выполняла некоторые поручения. В 1988 году её тоска по дому взяла верх, и она вернулась в Швецию. В 1989 году она представляла шведский конкурс Melodifestivalen. В 1997 году запустила свою линию по уходу за кожей, первоначально называвшуюся Y. Ryding. Была почётной гостьей конкурса Мисс Вселенная 2006, проходившего в Лос-Анджелесе, Соединённые Штаты.
Была замужем за шведским актёром Челлем Бергквистом, с которым познакомилась в Монако в 1986 году. У пары есть две дочери. В 2007 году Райдинг соревновалась с одиннадцатью другими шведскими знаменитостями в телевизионном танцевальном конкурсе Let’s Dance и выбыла 23 февраля.
Она участвовала в Farmen VIP 2018, который транслируется на TV4.